# Plebejus bella
Plebejus bella är en fjärilsart som beskrevs av Herrich-Schäffer 1844. Plebejus bella ingår i släktet Plebejus och familjen juvelvingar. Inga underarter finns listade i Catalogue of Life.